# Sinagoga de Garnethill
La Sinagoga de Garnethill  (en inglés: Garnethill Synagogue) es una sinagoga histórica de Escocia en el Reino Unido. Se encuentra en Garnethill, en la ciudad de Glasgow.
La sinagoga fue diseñada por John McLeod y Nathan S. Joseph  y construida entre 1879 y 1881.
El exterior del edificio es del renacimiento románico. Con la forma de basílica, posee un estilo orientalista interior que cuenta con detalles del renacimiento bizantino. Particularmente notable es la espléndida Arca de la Torá, diseñado por Nathan y que se parece mucho al Arca que diseñó para la Nueva Sinagoga de Londres de West End.